# Alassan Gutiérrez
Alassan Manjam Gutiérrez (Santa Cruz de Tenerife, 12 de septiembre de 2002) es un futbolista español que juega como extremo izquierdo en el Club Deportivo Tenerife de la Segunda División de España.

## Trayectoria
Alassan se unió al C. D. Tenerife en 2018 procedente del C. D. Sobradillo para jugar en su segundo filial en la Interinsular Preferente de Tenerife, aunque también intercaló apariciones con el primer filial tinerfeño en la Tercera Federación, debutando con éste el 31 de octubre de 2021 al entrar como suplente en la segunda mitad de una derrota por 0-1 frente a la U. D. Las Palmas "C".
Debutó con el primer equipo el 28 de octubre de 2022 entrando como suplente en la segunda mitad de una derrota por 2-0 frente al Real Zaragoza en la Segunda División.
En enero de 2024 fue cedido hasta final de temporada a la U. D. Melilla de la Primera Federación. Volvió para la pretemporada de 2024-25, alternando con el primer equipo y el filial de Segunda Federación.

## Clubes
Actualizado al último partido disputado el 4 de mayo de 2025.
| Club               | País   | Año       | Part. | Goles |
| ------------------ | ------ | --------- | ----- | ----- |
| C. D. Tenerife "B" | España | 2021-act. | 23    | 10    |
| C. D. Tenerife     | España | 2022-act. | 21    | 1     |
| U. D. Melilla      | España | 2024      | 15    | 1     |